# Comediants (À Punt)
Comediants es un programa de televisión dedicado a monólogos humorísticos, producido por VITV, una empresa que forma parte del grupo Mediapro, para la cadena valenciana À Punt. En este espacio, monologuistas profesionales y figuras destacadas del ámbito escénico se enfrentan al público en vivo, presentando monólogos que duran entre 8 y 10 minutos. El programa es conducido por la actriz y monologuista Maria Juan. Además, cuenta con una banda musical en el escenario que añade un toque musical al inicio y al final del programa, así como entre los monólogos e incluso como parte de ellos.
La primera temporada de este programa comenzó a emitirse en el otoño de 2018. Desde entonces, se han producido y transmitido tres temporadas en total. La primera temporada tuvo como escenario el Teatro Principal de Castellón de la Plana, donde se grabaron los episodios iniciales. Posteriormente, la segunda temporada se trasladó al Gran Teatro de Alzira, ofreciendo un nuevo ambiente y escenario para los monólogos. La tercera temporada se grabó en el Teatro Serrano de Gandia, continuando con la tradición de cambiar de ubicación para cada nueva entrega del programa. Cada una de estas temporadas ha aportado su propio encanto y ha permitido a los espectadores disfrutar de diferentes teatros emblemáticos de la Comunidad Valenciana.

## Programas
| Temporada | Episodio | Fecha de emisión | Monologuistas                                                                           |
| --------- | -------- | ---------------- | --------------------------------------------------------------------------------------- |
| 1         | 1        | 19/09/2018       | Óscar Tramoyeres, Carol Tomás, Eva Cabezas y Ferran Gadea                               |
| 1         | 2        | 26/09/2018       | Rebeca Valls, Carlos Amador, Raquel Ortells y Txabi Franquesa                           |
| 1         | 3        | 3/10/2018        | Óscar Tramoyeres, Txel Curiel, David Navarro y Marta Flich                              |
| 1         | 4        | 10/10/2018       | Jaime Vicedo, Rafa Forner, Maru Candel y Carol Tomás                                    |
| 1         | 5        | 17/10/2018       | Arantxa González, Rafa Alarcón, Patricia Espejo y Jordi Ballester                       |
| 1         | 6        | 24/10/2018       | Carlos Amador, Pepa Cases, Manu Badenes y Gemma Juan                                    |
| 1         | 7        | 31/10/2018       | Rafa Alarcón, Greta Ruiz, Javi Sancho y Cristina Perales                                |
| 1         | 8        | 7/11/2018        | Carol Tomás, Pau Blanco, Susi Caramelo y Nacho Diago                                    |
| 1         | 9        | 14/11/2018       | Pepa Cases, Jaime Vicedo, Iñaki Urrutia y Maria Zamora                                  |
| 1         | 10       | 21/11/2018       | Rafa Forner, Greta Ruiz, Eva Cabezas y Ferran Gadea                                     |
| 1         | 11       | 28/11/2018       | Óscar Tramoyeres, Patricia Sornosa y Raquel Ortells                                     |
| 1         | 12       | 5/12/2018        | Pau Blanco, Arantxa González y Valeria Ros                                              |
| 1         | 13       | 12/12/2018       | Óscar Tramoyeres, Carol Tomás y Eugeni Alemany                                          |
| 1         | 14       | 19/12/2018       | Programa especial con los mejores momentos                                              |
| 1         | 15       | 22/12/2018       | Programa especial con los mejores momentos                                              |
|           | 16       | 25/12/2018       | Especial de Navidad con Rafa Forner, Eva Cabezas, Arantxa González y Óscar Tramoyeres   |
| 2         | 17       | 7/03/2019        | Especial Dia de la Mujer con Carol Tomás, Eva Cabezas, Paloma Palenciano y Abril Zamora |
| 2         | 18       | 11/09/2019       | Óscar Tramoyeres, Carol Tomás, Txabi Franquesa, Arantxa González y Xavi Castillo        |
| 2         | 19       | 18/09/2019       | Óscar Tramoyeres, Virginia Arriezu, Carlos Amador, Arantxa González y Edu Santamaría    |
| 2         | 20       | 25/09/2019       | Carol Tomás, Agustín Jiménez, Maria Zamora, Pau Blanco y Rosana Espinós                 |
| 2         | 21       | 2/10/2019        | Óscar Tramoyeres, David Navarro, Pepa Cases, Rafa Alarcón y Amparo Oltra                |
| 2         | 22       | 9/10/2019        | Óscar Tramoyeres, Carol Tomàs, Manu Górriz, Chus Lacort y Paco Vila                     |
| 2         | 23       | 16/10/2019       | Carol Tomàs, Manu Górriz, Pepa Cases, Miss Tagless y Arnau Soler                        |
| 2         | 24       | 23/10/2019       | Óscar Tramoyeres, Coria Castillo, Rafa Forner, Marian Díez y Pau Gregori                |
| 2         | 25       | 30/10/2019       | Carol Tomàs, Miki Dkai, Simó Martí, Rubén Aparisi y Pilu Fontán                         |
| 2         | 26       | 6/11/2019        | Óscar Tramoyeres, Elsa Ruiz, Carlos Amador, Pepa Cases y Sergio Caballero               |
| 2         | 27       | 13/11/2019       | Óscar Tramoyeres, Eva Cabezas, Rafa Alarcón y Gemma Juan                                |
| 2         | 28       | 27/11/2019       | Óscar Tramoyeres, Maru Candel, Rafa Forner y Pere Aznar                                 |
|           | 29       | 1/01/2020        | Especial Cap d'Any amb Miki Dkai, Carlos Amador, Pepa Cases y Carol Tomás               |
|           | 30       | 10/06/2023       | Especial 5 anys À Punt amb Maria Juan, Óscar Tramoyeres, Carol Tomás y Pere Aznar       |
| 3         | 31       | 25/06/2024       | Óscar Tramoyeres, Carol Tomás, Manu Górriz, Maria Zamora, Ana Morgade                   |
| 3         | 32       | 02/07/2024       | Carol Tomás, Carlos Amador, Xavi Castillo, Sil de Castro, Coria Castillo                |
| 3         | 33       | 16/07/2024       | Pere Aznar, Cabra Fotuda, Saray Cerro, Rocío Ladrón de Guevara, Txabi Franquesa         |
| 3         | 34       | 23/07/2024       | Óscar Tramoyeres, María Zamora, Diego Varea, Amparo Moreno, Pepi Labrador               |
| 3         | 35       | 30/07/2024       | Manu Górriz, Carol Tomás, Manu Badenes, Saray Cerro, Tomás Fuentes                      |
| 3         | 36       | 06/08/2024       | Carol Tomás, Diego Varea, Paula Púa, Rafa Forner, Asaari Bibang                         |
| 3         | 37       | 13/08/2024       | Óscar Tramoyeres, Pere Aznar, Choriza May, Pepa Cases, Nacho García                     |
| 3         | 38       | 20/08/2024       | Óscar Tramoyeres, Toni de l’Hostal, Lluís Mosquera, Vidda Priego, Eva Cabezas           |